# Raoul Breton
Raoul Breton, né le 26 août 1896 à Vierzon (Vierzon-Ville) et mort en mer le 23 avril 1959 , est un éditeur de musique français.

## Biographie

### Carrière
Raoul Breton est d'abord danseur, puis se lance dans l'édition en 1933 après avoir découvert le talent de Damia et celui de Mireille et Jean Nohain (Couchés dans le foin, Le Petit Chemin, Quand un vicomte...). Mais la rencontre de sa vie est celle avec Charles Trenet, le « fou chantant », dont il fait une vedette internationale et duquel il édite maints succès : Je chante, Boum, La Mer, Mes jeunes années... Suivront Charles Aznavour (J'me voyais déjà, Sa jeunesse, Je hais les dimanches et d'autres chefs-d'œuvre), Félix Leclerc (Le Petit Bonheur, Moi mes souliers...), Gilbert Bécaud, puis Jean-Jacques Debout (Les Boutons dorés).
On trouve aussi à son catalogue des œuvres exceptionnelles, comme Le Chant des partisans (d'Anna Marly, Maurice Druon et Joseph Kessel), des chansons signées Marguerite Monnot et Édith Piaf (L'Hymne à l'amour), et beaucoup d'autres (L'école est finie, etc.) Homme de conviction, capable de refuser un succès quand il ne lui plait pas, il accueille chaque soir dans son célèbre « Cours Breton », autour d'un légendaire piano bleu, tous les auteurs de Paris pour leur offrir à boire et « parler métier ».
Il a une résidence secondaire à Méré (Yvelines), la maison « Le Colombier », où se retrouvent souvent les personnes en vue du monde du spectacle.
Raoul Breton est marié à Rachel Breton (née Rachel Victorine Zaouï le 11 mars 1901 à Blida en Algérie), surnommée « la Marquise », qu'il épouse le 12 mars 1936.

### Décès et postérité
Raoul Breton meurt subitement le 23 avril 1959 à bord du paquebot Liberté de la Transat, faisant route pour New York. Il devait se rendre au Japon en compagnie de sa femme et fêter son 63e anniversaire le 26 août. Son épouse Rachel Breton prend sa succession. Plus tard, elle devient membre du conseil d'administration de la SACEM ; elle meurt en 1992. Raoul Breton et sa femme Rachel sont enterrés au cimetière de Méré. Une stèle est érigée à sa mémoire à Méré. Rachetées par Charles Aznavour, les éditions Raoul Breton ont pour PDG Gérard Davoust (Lynda Lemay)